# Strade Bianche (kobiecy) 2017
3. edycja kobiecego wyścigu kolarskiego Strade Bianche odbyła się 4 marca 2017 roku, w Toskanii, we Włoszech. Zwyciężczynią została Włoszka Elisa Longo Borghini, wyprzedzając Polkę Katarzynę Niewiadomą oraz Brytyjkę Elizabeth Deignan.
Strade Bianche był pierwszym w sezonie wyścigiem cyklu UCI Women’s World Tour, będącym serią najbardziej prestiżowych zawodów kobiecego kolarstwa.

## Wyniki
| M-ce | Imię i nazwisko       | Kraj            | Drużyna                            | Czas       |
| ---- | --------------------- | --------------- | ---------------------------------- | ---------- |
| 1.   | Elisa Longo Borghini  | Włochy          | Wiggle High5                       | 3h 44' 45" |
| 2.   | Katarzyna Niewiadoma  | Polska          | WM3 Pro Cycling                    | + 2"       |
| 3.   | Elizabeth Deignan     | Wielka Brytania | Boels Dolmans                      | + 5"       |
| 4.   | Lucinda Brand         | Holandia        | Team Sunweb                        | + 8"       |
| 5.   | Annemiek van Vleuten  | Holandia        | Orica-Scott                        | + 9"       |
| 6.   | Shara Gillow          | Australia       | FDJ Nouvelle-Aquitaine Futuroscope | + 12"      |
| 7.   | Katrin Garfoot        | Australia       | Orica-Scott                        | + 18"      |
| 8.   | Amanda Spratt         | Australia       | Orica-Scott                        | + 36"      |
| 9.   | Cecilie Uttrup Ludwig | Dania           | Cervélo–Bigla                      | + 1' 06"   |
| 10.  | Elena Cecchini        | Włochy          | Canyon–SRAM                        | + 1' 06"   |
|      |                       |                 |                                    |            |
| 25.  | Małgorzata Jasińska   | Polska          | Cylance Pro Cycling                | + 2' 06"   |
| 38.  | Eugenia Bujak         | Polska          | BTC City Ljubljana                 | + 3' 14"   |
| 45.  | Agnieszka Skalniak    | Polska          | Astana Women's Team                | + 7' 32"   |
| 55.  | Anna Plichta          | Polska          | WM3 Pro Cycling                    | + 8' 52"   |